# 中島翔子
中島 翔子（なかじま　しょうこ、1991年7月19日 - ）は、日本の女性プロレスラー。新潟県中魚沼郡津南町出身。東京女子プロレスの旗揚げメンバーであり、2度のプリンセス・オブ・プリンセス王座、2度のプリンセスタッグ王座の戴冠歴を持つ。血液型A型。

## 経歴
東京NSC16期生であり、女性芸人として活動していた。
2013年
- 6月6日、SHIBUYA DESEOで行われた東京女子プロレスプレイベント第4弾でKANNAとエキシビション[4]。
- 7月11日、SHIBUYA DESEOで行われた東京女子プロレスプレイベント第5弾における山下実優戦でプレデビュー、サッカーボールキックを決められ敗れる[5]。
- 8月17日、両国国技館で行われた「DDT万博〜プロレスの進歩と調和〜」のダーク・マッチとして山下&中島 vs 木場千景&KANNAでリングデビューを果たすが、KANNAの逆エビ固めを決められギブアップ[6]。
- 10月5日、DDT福島体育館大会における提供試合として2度目のリングを両国と同じタッグで対戦するが、山下がKANNAからミドルキックからの片エビ固めでフォールする[7]。

2015年
- 3月15日、DDTプロレス福島大会「ゴージャスナイト」にて、赤井沙希とシングルマッチも敗北。東京女子プロレス提供試合以外では、初の他団体出場となった[8]。
- 8月8日、新木場1stRING大会にて開催された第2回東京プリンセスカップにて、準決勝でKANNA、決勝でミウラアカネを下し優勝。試合後、副賞の大会プロデュース権を放棄、その代わりとして赤井沙希とのシングルマッチを要求。
- 9月22日、新宿FACE大会にて赤井沙希とのシングルマッチ。丸め込みで3カウントを奪い、東京女子において初めて赤井から直接の勝利。

2016年
- 1月4日、後楽園ホール大会のメインにて、新設されたTOKYOプリンセス・オブ・プリンセス王座の初代王座を賭けて山下実優と対決、20分近い熱戦も山下に敗れる。

2017年
- 1月4日、後楽園ホール大会のメインに2年連続で出場、優宇の保持するTOKYOプリンセス・オブ・プリンセス王座に挑戦するも優宇の新技ラストライドに敗れる。
- 8月26日、後楽園ホール大会でソロ・ダーリンと対決。ノーザンライト・スープレックスホールドで勝利[9]。
- 9月9日・9月16日・10月14日の3大会にわたって行われた初代TOKYOプリンセスタッグ王座決定トーナメントに坂崎ユカと組み、チーム名を闘うコメディアンズから「みらクりあんず」と改めて出場、決勝でどらごんぼんば〜ず（辰巳リカ&黒音まほ）を破って初代王者となる[10]。

2019年
- 5月3日、後楽園ホール大会のメインにて山下実優と対決、ロコモーション式ノーザンライトスープレックスホールドで勝利。TOKYOプリンセス・オブ・プリンセス王者となる。

2020年
- 1月4日、CMLL遠征時に撮影されたソロ写真集「piñata（ピニャータ）」発売。
- 7月23日、後楽園ホール大会にてハイパーミサヲと組んで白昼夢（辰巳リカ＆渡辺未詩）が持つプリンセスタッグ王座に挑戦するも敗北。のちにミサヲとのタッグ名を「享楽共鳴」とする。（週刊プロレスでのインタビュー記事のタイトルに由来。）

2021年
- 1月4日、後楽園ホール大会で行われたハイパーミサヲとの1か月限定リングネーム変更マッチに敗北、シン・ウルトラショヲコとなる[11]。
- 2月11日、後楽園ホール大会にてシン・ウルトラショヲコとしてハイパーミサヲとタッグを組み、爆れつシスターズの持つプリンセスタッグ王座に挑戦するも敗北。試合後、コメントスペースにてウルトラショヲコは星に還ると宣言。
- 2月20日、成増大会にて中島翔子として復帰。
- 8月28日、板橋グリーンホールで行なわれたUNIVERSE会員興行「プレ東京女子プロレス。5」にて帰ってきたウルトラショヲコが参戦。

2023年
- 2月21日、東京ドームで開催されたプロレスリング・ノアの興行「KEIJI MUTO GRAND FINAL PRO-WRESTLING "LAST" LOVE〜HOLD OUT〜」にて、東京女子プロレスの提供試合として8人タッグマッチに出場。自身初となる東京ドームでの試合となった。

2025年
- 1月18日から始まった第5回"ふたりはプリンセス"Max Heartトーナメントに享楽共鳴で出場、2月8日の決勝戦でぽむペイラー（原宿ぽむ&マックス・ジ・インペイラー）を破って初優勝[12]。
- 3月16日、大田区総合体育館大会で、タッグトーナメント覇者として121000000が保持するプリンセスタッグ王座に挑戦し勝利。第18代王者となり、初代王者から陥落して以来約7年ぶりにプリンセスタッグ王座に復帰[13]。
- 4月5日（現地時間）、アメリカ合衆国カリフォルニア州ロングビーチ・サンダースタジオで行われた『MLW Battle Riot VII』で、デルミ・エクソ（英語版）を破って第5代MLW世界女子フェザー級王者となる[14]。

## 得意技
ノーザンライトスープレックスホールド
主なフィニッシャー。シン・ウルトラショヲコ時はウルトラノーザンライトスープレックスホールドと呼称。
ロコモーション式ノーザンライトスープレックスホールド
最上級フィニッシャー。ノーザンの形で相手を抱えて後方に飛び上がり自重をかけて相手を叩きつけたのち、クラッチを切らずもう一度通常のノーザンを放つ。
ダイビング・セントーン
セカンドロープから飛ぶ事もあるが、トップコーナーからのものはフィニッシャーとして使用される。
無人在来線固め
桜庭和志の「ゆりかもめ」と同型。技名は「シン・ゴジラ」より。痛め技としてロープに巻き込むバリエーションも使用。
ヨーロピアンクラッチ
ライダーキック
片足蹴り式のドロップキック。ミサイルキック式も使用。
619
通常型のほか、トップロープ上でターンする形も使用。
ウラカン・ラナ・インベルティダ
ダイビング・ボディーアタック
カサドーラ・ホイップ
カサドーラの形から丸め込まずに相手を前によろめかせる。619の布石などとして使用。
雪崩式フランケンシュタイナー
タランチュラ
トペ・スイシーダ
トペ・アトミコ
ジャパニーズ・レッグロール・クラッチ
変形STF
ヘッドシザーズ式DDT
ダブルアームDDT
羽根折固め
ローリング・ネックブリーカー
香港スピンエルボー
きりもみ回転を加えたフライング・エルボー。「香港スピン」はアクション映画などで見られるきりもみ回転しながら倒れこむモーションのこと。
怪獣のソフトビニール人形
凶器持ち込みが許可された試合において設置型の凶器として使用。リング上に大量にばらまき、その上に相手を投げ落とす。「レギオン」とも呼称。

## 入場曲
ファイヤーボール（オリジナル楽曲）
2017年3月12日練馬大会より使用。
メタナイトの逆襲（「星のカービィ スーパーデラックス」より）
旗揚げ後に使用。
鶴姫! 強さは目にも美しい（佐々木真里、「忍者戦隊カクレンジャー」挿入歌）
プレ旗揚げ時期に使用。
ウルトラマンレオ（真夏竜、「ウルトラマンレオ」主題歌）
シン・ウルトラショヲコのテーマ曲。初登場時は子門真人によるカバー版を使用。

## タイトル歴
東京女子プロレス
- 第6・10代プリンセス・オブ・プリンセス王座
- 初代・第18代プリンセスタッグ王座（パートナーは坂崎ユカ→ハイパーミサヲ）
- 東京プリンセスカップ優勝（2015年）
- "ふたりはプリンセス"Max Heartトーナメント優勝（2025年、パートナーはハイパーミサヲ）

MLW
- 第5代MLW世界女子フェザー級王座

DDTプロレスリング
- アイアンマンヘビーメタル級王座（第1331代）

## 出演

### 映画
- 劇場版 東京女子プロレス 爆音セレナーデ（2015年12月19日、監督：嵐山みちる）[15]

### テレビドラマ
- S.W.A.T 第3シーズン 第13話（2020年1月29日、CBS）‐ クロウ 役

### Webドラマ
- 怪獣人形劇 ゴジばん Go!Go!ゴジラくん 第19話〜（2021年3月26日- 、東宝）‐ エンディングテーマ「ゴジダン」ダンサー

### 舞台
- 紅兜（2023年4月9日）- 沙慈坊 役（岡田佑介、ブイヤベースとのトリプルキャスト）

### 写真集
- 『piñata』（2020年1月4日、レディリン） ISBN 978-4-909996-10-7